# A Trans World Airlines 847-es járatának eltérítése
A TWA 847-es járata a Trans World Airlines rendszeres menetrend szerinti járata volt Kairóból San Diegóba, útközben Athénban, Rómában, Bostonban és Los Angelesben állt meg. 
1985. június 14-én reggel a 847-es járatot nem sokkal a felszállás után eltérítették Athénból. A gépeltérítők 700 síita muszlim szabadon bocsátását követelték izraeli őrizetből, és a gépet többször is Bejrútba és Algírba vitték. Később nyugati elemzések a Hezbollah csoport tagjainak tekintették őket, amit a Hezbollah visszautasít.
Az utasok és a személyzet háromnapos zaklatást éltek át. Néhány utast megfenyegettek, néhányat megvertek. A zsidónak hangzó nevű utasokat elválasztották a többiektől. Az Egyesült Államok Haditengerészetének búvárát, Robert Stethemet meggyilkolták, holttestét a repülőtér forgalmi előterére dobták. Az elkövetkező két hétben több tucat utast tartottak túszként, míg a fogvatartóik szabadon engedték őket, miután egyes követeléseiket teljesítették.